# Annella

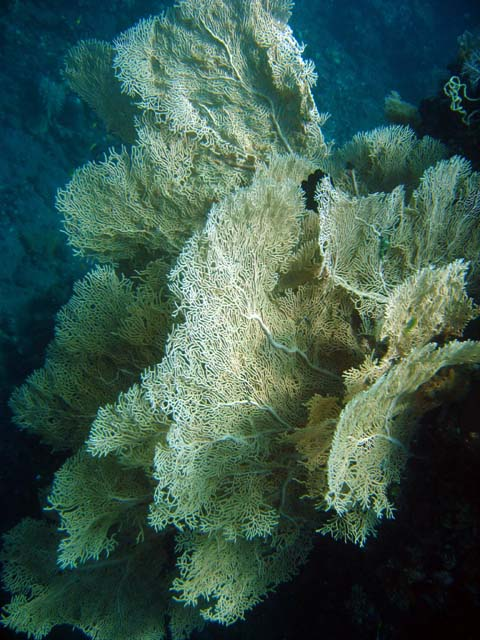
Enormes colonias de A. mollis en Bali

Annella es un género de gorgonias marinas perteneciente a la familia Subergorgiidae, del suborden Scleraxonia.
Este género de gorgonias marinas está distribuido por aguas tropicales de los océanos Índico y Pacífico.
Sus especies se caracterizan por tener las ramas secundarias del esqueleto colonial en anastomosis, conformando abanicos de redes tupidas. Estos esqueletos están compuestos de gorgonina y escleritas de calcita.

## Especies
El Registro Mundial de Especies Marinas acepta actualmente las siguientes especies en el género:
- Annella mollis (Nutting, 1910)
- Annella reticulata (Ellis & Solander, 1786)

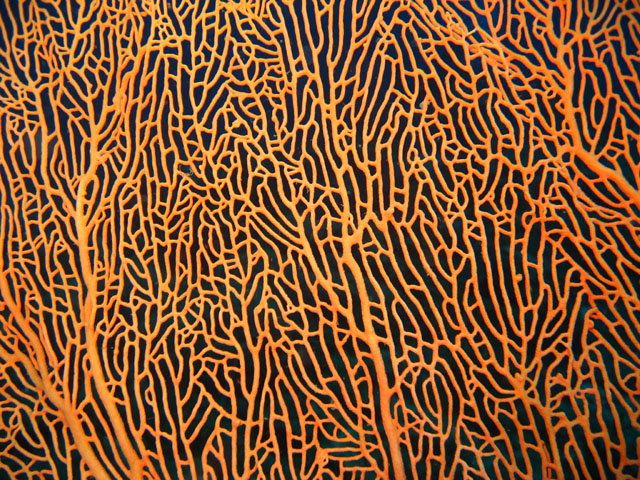
Anastomosis de ramas secundarias en Annella reticulata
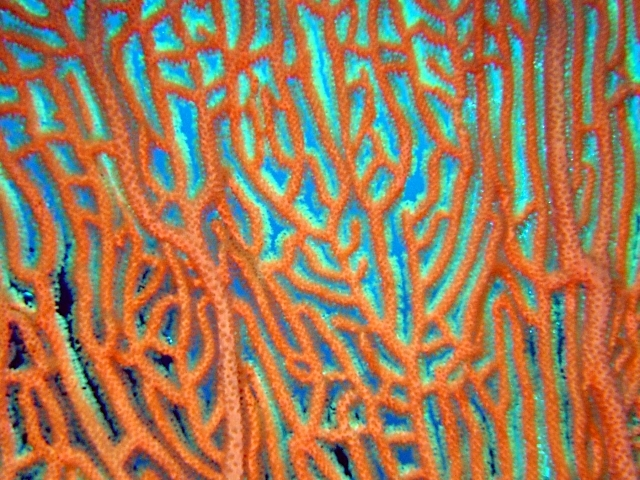
Anastomosis de ramas secundarias en Annella mollis

## Morfología
Su estructura es ramificada, pudiendo ser en forma de abanico o arbustiva, mediante la disposición de varios abanicos en paralelo. El esqueleto está conformado por  escleritas calcáreas fusionadas, y nudos flexibles compuestos también de gorgonina, para proporcionarles esa cualidad. Las ramas son dicótomas, y se anastomosan entre sí. El eje, o axis, así como las ramas del esqueleto colonial, contienen espículas de calcita en anastomosis, embebidas en una matriz de gorgonina.
La estructura esquelética está recubierta por una masa carnosa (cenénquima), o tejido común generado por ellos, de donde salen los pólipos de 8 tentáculos, que son totalmente retráctiles, y que sobresalen de la superficie del cenénquima. Tanto el cenénquima, como el tejido de los pólipos, tienen escleritas calcáreas. Las colonias de A. reticulata no superan los 60 cm, mientras que las de A. mollis alcanzan los 2 metros de altura.
El color del cenénquima que recubre el esqueleto puede ser blanco, amarillo, naranja o rojo.

## Hábitat y distribución
Suelen habitar en arrecifes, en aguas tropicales soleadas, como en profundas aguas templadas, con su base enterrada en el sedimento, en suelos arenosos o grietas de rocas. Preferentemente en arrecifes externos y profundos, expuestos a fuertes corrientes.
Su rango de profundidad está entre 10 y 70 m, aunque se reportan localizaciones entre 2 y 83 metros de profundidad, y en un rango de temperaturas entre 23.27 y  28.89 °C.
Se distribuyen en el océano Índico, desde las costas orientales africanas, hasta el Pacífico central, Japón al norte y Australia al sur.

## Alimentación
Al carecer de algas simbióticas zooxantelas, se alimentan de las presas de microplancton que capturan con sus minúsculos tentáculos, así como de materia orgánica disuelta que obtienen del agua.

## Reproducción
En la reproducción sexual la fecundación es externa. Los huevos una vez en el exterior, permanecen a la deriva arrastrados por las corrientes varios días, más tarde se forma una larva plánula que, tras deambular por la columna de agua marina, se adhiere al sustrato o rocas, y comienza su metamorfosis hasta convertirse en pólipo y nuevo coral.
También se reproducen asexualmente, mediante gemación, para conformar las colonias.

## Galería

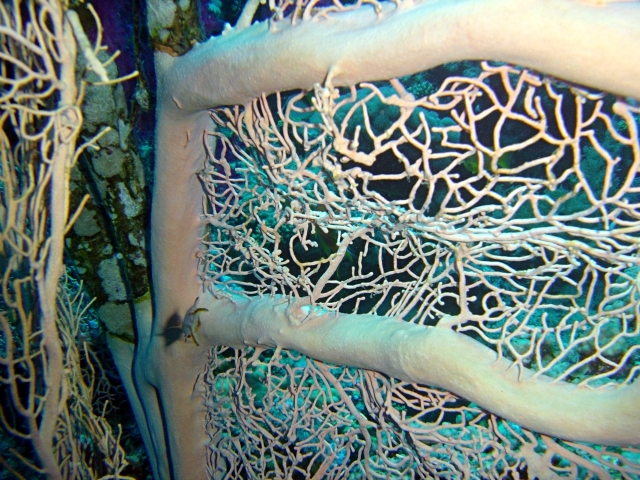
Enormes ramas de la colonia para soportar redes de ramificaciones en anastomosis, A. mollis. Egipto, Sinaí del Sur, Ras Mohamed
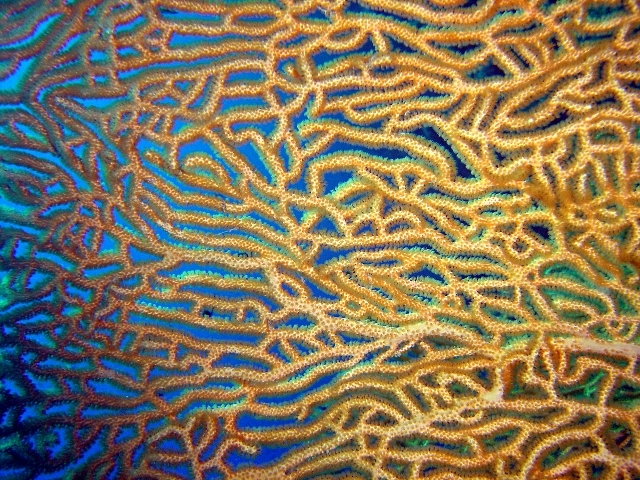
Anastomosis de ramas secundarias en Annella mollis
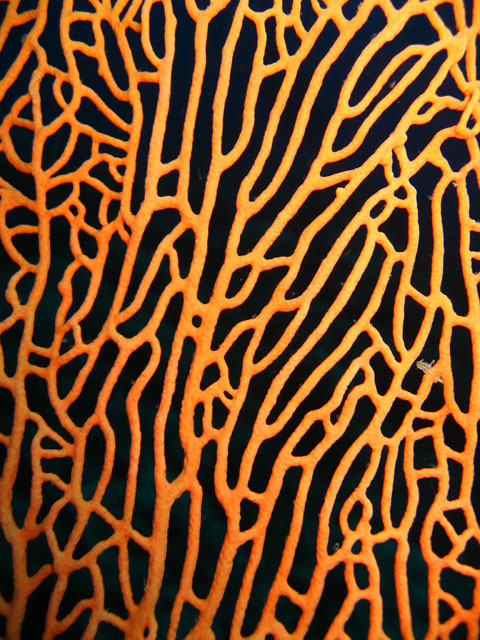
Anastomosis de ramas secundarias en Annella reticulata
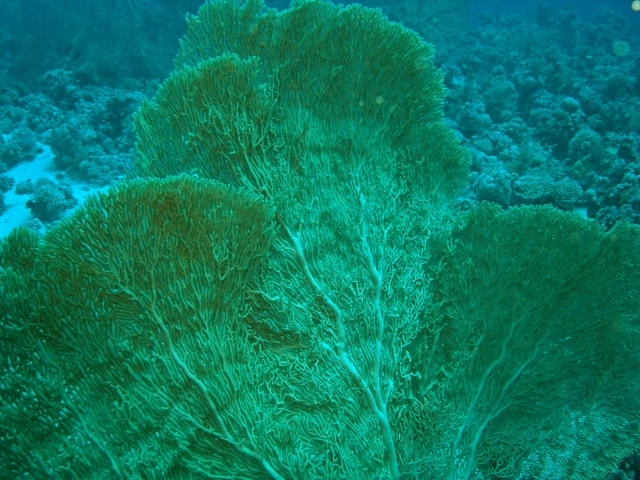
A. mollis en Egipto, Sinaí del Sur, Sharm el Sheik, Estrecho de Tirán
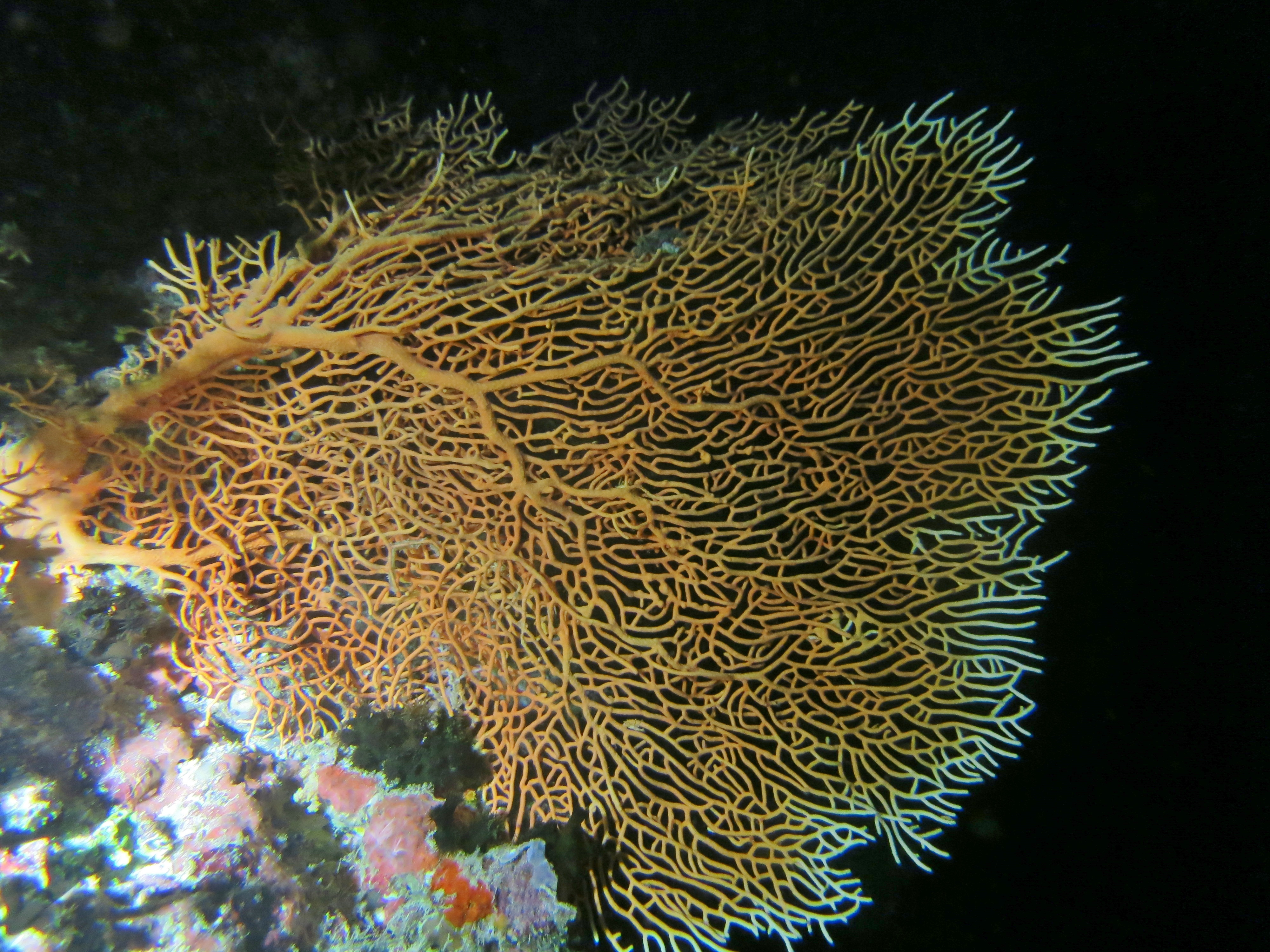
A. mollis en Maldivas
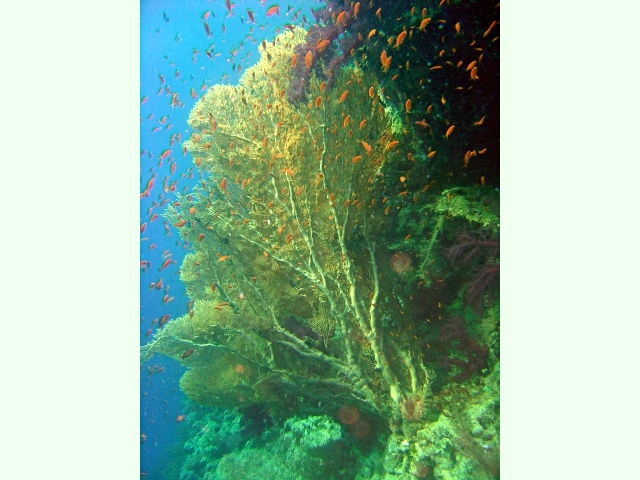
A. mollis. Egipto, Mar Rojo, Hurghada
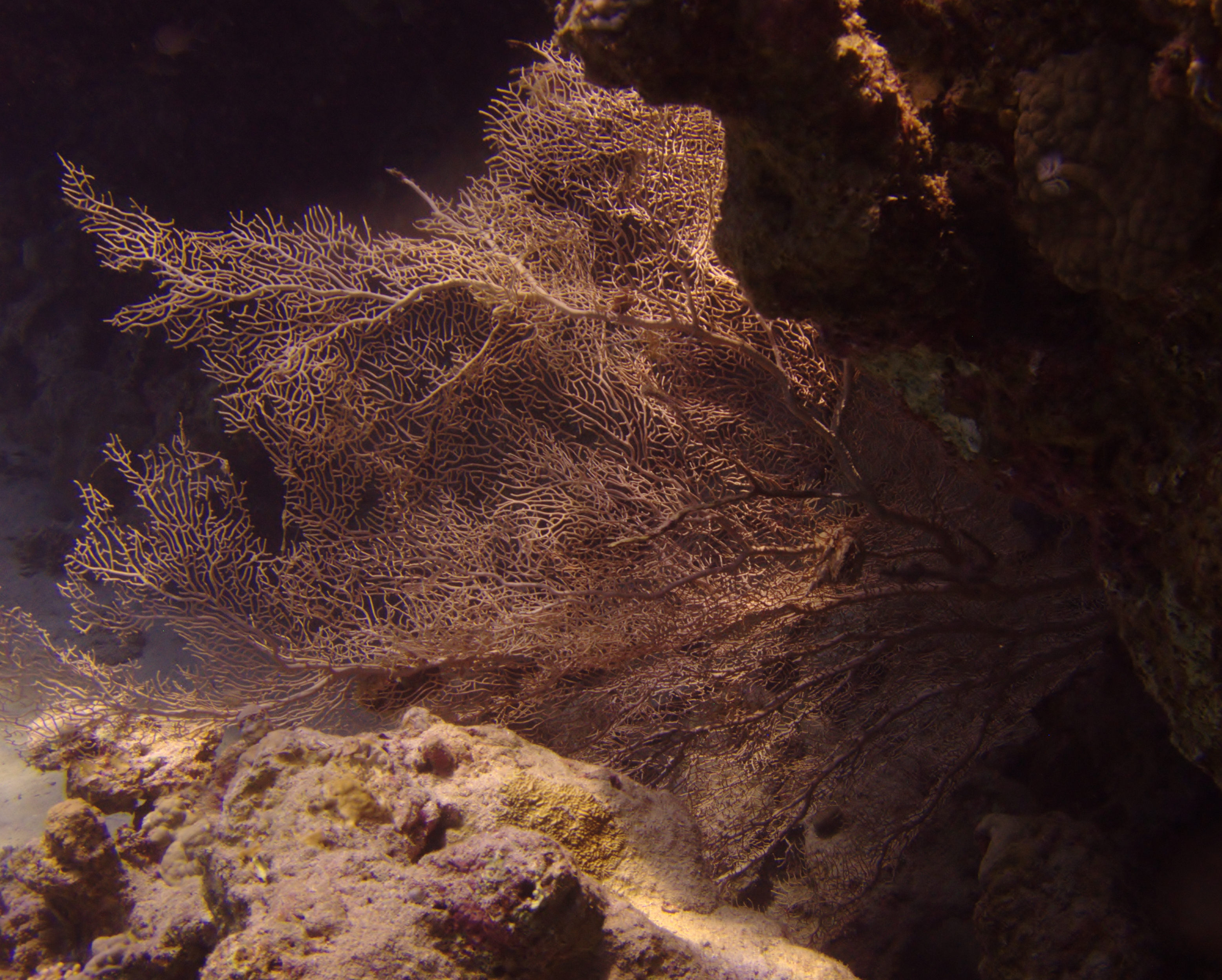
A. mollis en Dhahab, Janub Sina', Egipto